# جبال تفيدست
جبال تفيدست هي سلسلة جبال في جنوب الجزائر. هم جزء من جبال هقار ، الواقعة في الصحراء.

## جغرافية
يبلغ طول سلسلة جبال تفيدست حوالي 120 كم في اتجاه الشمال والجنوب. على عكس بقية جبال هقار ، التي تتكون أساسًا من الصخور البركانية الداكنة ، يتكون تفيدست من الجرانيت الباهت. هناك رسومات قديمة لكهف على بعض الجدران الصخرية للمجموعة. الكثبان الرملية نادرة في منطقة هذا النطاق.

#### خريطة طبوغرافية لجبال تفيدست
أعلى نقطة في تفيدست هي أكولمو. تعتبر جارة الجنون المذهلة ، الواقعة في الطرف الشمالي من النطاق ، واحدة من أكثر القمم بروزًا في النطاق.

## علم البيئة

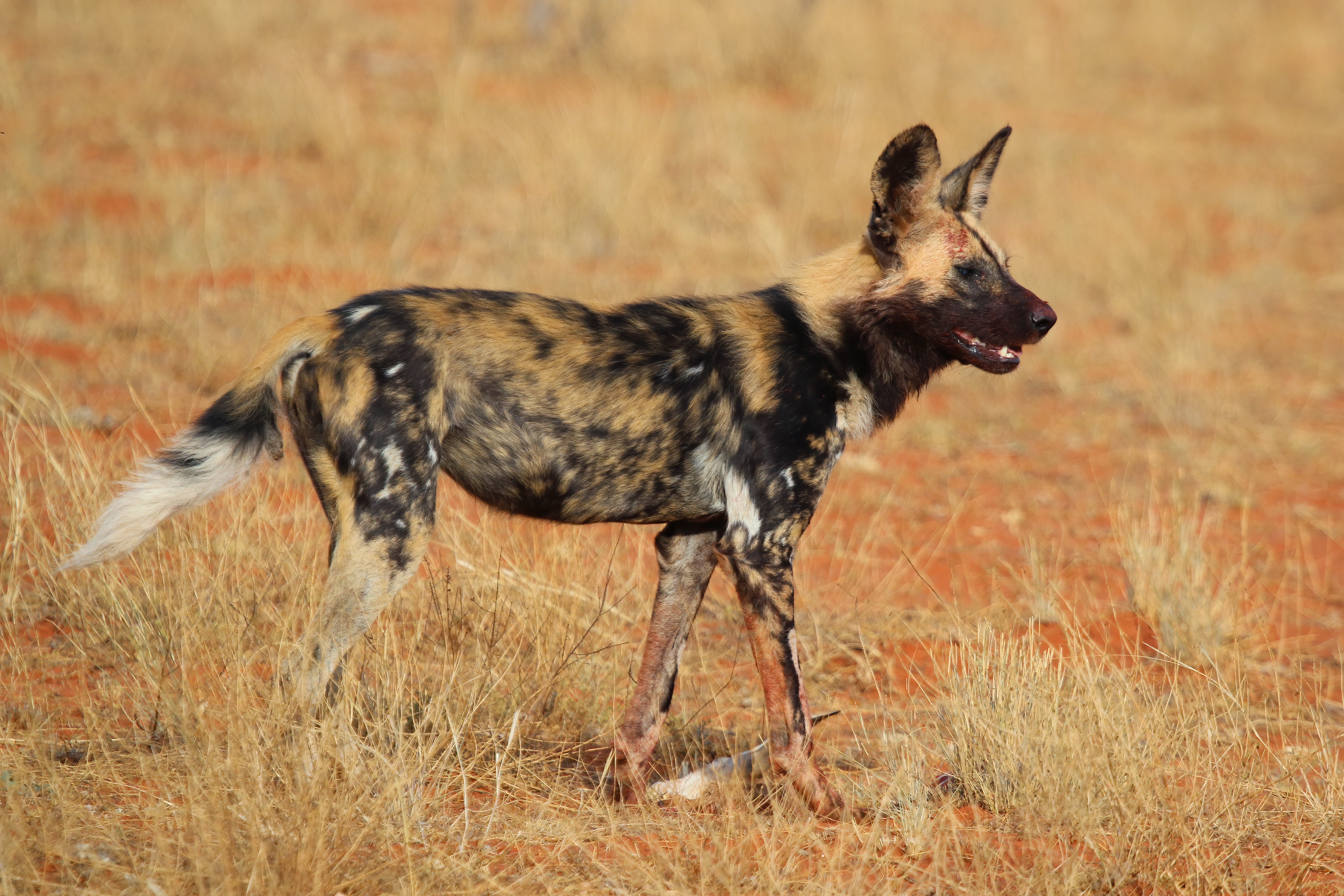
صورة لكلب الصيد الملون

كانت جبال تفيدست موطنًا لآخر مجموعة من كلاب الصيد الملونة (Lycaon pictus) داخل الجزائر ،  على الرغم من أن البعض يعتبر الآن أن الأنواع قد تم استئصالها من الجزائر ، بسبب تدمير الموائل من قبل البشر والتصحر المستمر.

## روابط خارجية
Ahaggar National Park - The Biodiverse Home of the Saharan Cheetah